# دييغو باريوس سواريز
دييغو باريوس سواريز (بالإسبانية: Diego Barrios Suárez)‏ (20 يوليو 1987 في باراغواي - ) هو لاعب كرة قدم باراغواياني في مركز الهجوم. لعب مع إيفرتون دي فينا ديل مار وديبورتيفو مورون ‏ وClub y Biblioteca Ramón Santamarina ‏ ونادي كوبريلوا وEstudiantes de Río Cuarto ‏.

## وصلات خارجية
- دييغو باريوس سواريز على موقع قاعدة بيانات كرة القدم.إي يو (الإنجليزية)
- دييغو باريوس سواريز على موقع Soccerway.com (الإنجليزية)
- دييغو باريوس سواريز على موقع AS.com (الإسبانية)